# Hradecký rukopis
Hradecký rukopis je soubor básnických děl z poslední třetiny 14. století, obsahuje skladby satirické i básně s duchovní tematikou, které byly určeny zejména pro městské publikum. Rukopis je dílo anonymní, skladby pravděpodobně nepocházejí od jednoho autora. Na konci 18. století se dostal k Josefu Dobrovskému, který jej podrobil zkoumání. Během 19. a 20. století pak vyšly skladby obsažené v rukopisu v několika různých edicích. Dnes je rukopis považován za důležitý doklad českého středověkého písemnictví a je uložen v Národní knihovně České republiky (XXIII G.92).

## Co je hradecký rukopis?
Hradecký rukopis je pergamenový, dnes značně poškozený kodex o 145 listech formátu 8,5 x 11,5 cm. Přízvisko hradecký pochází od Václava Hanky, ale ve skutečnosti v Hradci rukopis napsán vůbec nebyl. Josef Dobrovský jej však dostal v roce 1786 od hradeckého děkana M. Kliera. Kde se rukopis nacházel předtím, není zcela známo. Nejasné je i to, jak se následně dostal do Lobkovické knihovny, kde byl uložen od roku 1825. Dnes je umístěn v Národní knihovně v Praze, jde o jediný dochovaný exemplář.
Hradeckým rukopisem se zabývalo mnoho badatelů, všichni se shodují na tom, že pochází ze 14. století, někdo však dobu jeho vzniku klade již do dob panování Jana Lucemburského, někdo až do doby Karla IV. Některé skutečnosti, které jsou v rukopise popisovány, potvrzují spíše pozdější dataci, rukopis tedy nejspíš pochází ze 70. let 14. století, to znamená z doby ke konci panování Karla IV. Problematické se však pro badatele stalo určení autorství, jako u mnoha děl středověku je spis anonymní, ale badatelé se neshodli na jednom řešení otázky, jestli je rukopis dílem jednoho autora, nebo se jich na něm podílelo více. Není jisté, jestli rukopis není přepisem rukopisu staršího, případně shrnutím několika rukopisů, všechny skladby tedy ani nemusí být stejně staré.

## Obsah rukopisu
Rukopis obsahuje skladby dochované většinou jen v něm. Na první pohled jde o nesourodý soubor, skladby se liší tematikou i rozsahem. V rukopisu nalezneme skladby satirické i skladby s náměty duchovními. K rozsáhlým skladbám patří: Legenda o svatém Prokopu, Pláč Marie Magdaleny, Destero kázanie božie, k menším skladbám: Pláč svaté Marie, Devatero radostí svaté Marie, Umučení páně, sedm Satir o řemeslnících, O bohatci, krátké skladby jsou: bajka O lišce a džbánu, Zdráva Maria, Svatý Jene apoštole. Jak už bylo zmíněno, skladby se od sebe v mnohém liší, ale vykazují i některé společné znaky. Ve skladbách je dosti konkrétně zobrazen každodenní život v městském prostředí, nejvíce to platí pro satiry, ale i u ostatních skladeb najdeme spíše konkrétní zobrazení skutečnosti. Dále se celý sborník vyznačuje poměrně prostým slohem, jsou užity prostředky běžného jazyka, jak v oblasti slovní zásoby, tak ve skladbě. Tyto prvky navíc ukazují, že byly texty určeny obyčejným lidem. Řazení různých kratších skladeb do sborníků bylo ve 14. století běžné, skladby byly určeny pro hlasitý přednes, protože obyčejní lidé byli převážně negramotní, sborník tak sloužil jako podklad pro recitátora, který básně ostatním přečítal.

## Vybrané skladby

### Desatero kázanie božie[2]
Desatero kázanie božie je poměrně rozsáhlá básnická skladba, nikoli však teologický spis, jak by mohl naznačovat název. Báseň je sice inspirována soudobými kazateli, kteří kritizovali nepravosti ve společnosti, ale nejde o učené pojednání. Stejně jako ostatní básně v Hradeckém rukopisu byla i tato určena příjemcům z řad obyčejného lidu, báseň využívá Desatero přikázání spíš jako osnovu, na základě jednotlivých přikázání pak podrobuje kritice společenské nešvary a nepravosti. V úvodu básně je popsán původ a účel Desatera. Další části pak odpovídají jednotlivým přikázáním, v jejich úvodu je ve verších uvedeno dané přikázání a následně lidské konání, které je s ním v rozporu. Do výčtu nepravostí se promítá středověké dělení společnosti na trojí lid, tedy duchovní, vrchnost a poddané – u přikázání jsou příklady, jak je jednotlivými stavy porušováno.

### O lišce a džbánu[5]
Báseň tvoří dvacet slok se sdruženými rýmy. Liška hledající potravu potká chrousta a ptá se ho, komu patří nedaleké chýše. Protože jí chroust nedokáže poradit, vypraví se na průzkum sama. V jednom příbytku nalézá v kamnech džbán. Oslovuje ho, dokonce ho nazývá pánem, ale džbán jí neodpovídá. Rozhodne se ho pro potěšení vzít s sebou. Džbán je těžký a lišce se velmi špatně nese. Poté, co jí džbán spadne a ona ho musí dostihnout, rozhodne se ho přivázat na ocas. Viní džbán ze svých problémů, navíc se domnívá, že je zlomyslný. Rozhodne se jej potrestat za jeho hříchy. Touží ho pokořit, dokonce je přesvědčena o nutnosti tohoto úkolu. Dává džbánu šanci se pomodlit a odčinit tak své chyby. Džbán ale neodpovídá ani na tyto výzvy, a tak ho liška začne topit. Jaké je však pro lišku překvapení, když se začne potápět spolu s ním. V tu chvíli džbán snažně prosí, aby jí odpustil. Nakonec je vtáhnuta až na dno a zbytečně tak ztrácí svůj život pro svou předchozí umíněnost.

### Satiry o řemeslnících[5]

#### O ševcích
Báseň je komponována dvaatřiceti strofami, každou sloku tvoří pět veršů. Báseň v začátku líčí domácí nepokoje v rodinách ševců, kteří si nedokáží odpustit hru v kostky. Jedna z nešťastných žen argumentuje svému muži očividnou bídou, která postihla jejich rodinu. Zatímco on leží opilý v krčmě, jeho děti doma mřou hlady. Muž překvapivě ženě říká, že prodá své čtyři koně, aby mohla děti nakrmit a ošatit. Nedokáže však odolat a tři koně brzy v krmě propije. Svou hráčskou touhu si omlouvá možností v kostkách zpět získat peníze. Přestože ho žena snažně prosí, aby svých zlých návyků zanechal, osočuje se na ni a nazývá ji zlou. Krčmář ho v jeho počínání podporuje a ševcově ženě vyhrožuje svázáním. Nakonec jsou všechny peníze prohrány. Žena doufá, že ho Bůh pošle k samotnému ďáblu. Švec poroučí své ženě mlčet, v opačném případě by ji uhodil. Protože se žena nezalekne, dojde k fyzickému napadení. Na konci večera se usmiřují, ale k morální nápravě švece nedojde. I nadále se švec točí v kolotoči krčmy, kostek a velké bídy.

#### O zlých kovářích
Báseň tvoří třináct strof o pěti verších. Lyrický subjekt nabádá kováře k svědomitějšímu chování a jako odstrašující příklady uvádí obvyklé nešvary kolegů. Varuje před dohodami se zloději, kteří by za úplatu používali kovářské náčiní ke svým nečestným úmyslům. Zloděj může ševce lákat, aby mu vykoval klíče, kterými otevře všechny zámky. Kovář nabízí, že k tomu může zhotovit i nože a pily pod podmínkou, že dostane dobře zaplaceno. Kovář je zde vyobrazen jako člověk, který je schopen udělat cokoliv pro peníze.

#### O sladovníciech
Sladovníci jsou v básni o jedenácti strofách vylíčeni jako hamižní lidé, jejichž cílem je rychle zbohatnout. Je schopný ošidit své dodavatele i další lidi ve svém okolí.

#### O lazebníciech
Lazebníkům je vlastní touha mít se dobře a rovnat se tak ostatním bohatým vrstvám. Často se jim stává, že veškeré své prostředky propijí a projedí. Jsou srovnáváni s horníky, kteří mají také mnoho prostředků, ale využívají je pro blaho rodiny. Lazebníci jsou líčeni jako sobci, kteří raději užívají prostředky pro sebe. Místo rodiny si vyberou víno. Někteří způsobují svou nedbalostí svým zákazníkům bolest. Lyrický subjekt navrhuje, aby nesvědomitým lazebníkům byly uloženy tresty.

#### Řezník
Řezníci jsou lidé, kteří často škodí lidem. Ovládají různé triky, například vydávají jedno maso za druhé, aby utržili co největší zisk. Zákazník musí být ostražitý, důvtipný a zboží si prověřovat. Lyrický subjekt předpovídá, že pokud nebudou potrestáni za života, měli by se obávat pekla v posmrtném životě.

#### Pekař
Pekaři jsou vylíčeni jako podvodníci, kteří své výrobky nadýmají, aby tak zvětšili jejich objem. Nešťastný zákazník v nich nalézá díry velikosti tří pěstí.

#### O konšelích nevěrných
V básni jsou oslovováni konšelé a jsou jim vytýkány různé charakterové vady. Dávají dobré rady nevhodným lidem, křivě soudí a nepomáhají chudým v domáhání se jejich práv. Jsou lstiví, za vším vidí jen peníze a jednají bez svědomí.

### Legenda o svatém Prokopu[3]
Legenda zachycuje život Sv. Prokopa jako prostého člověka blízkého lidovým vrstvám. Skladba rovněž popisuje období slovanské liturgie v Sázavském klášteře. Život je popsán od Prokopova narození po smrt, přičemž se klade důraz na jeho činnost v Sázavském klášteře. Prokopův popis jeho života celkově připomíná kronikářskou formu (že je slovanského rodu, že se narodil nedaleko Českého Brodu, co kde dělal a podobně). Již jako mladý byl dle legendy velmi pokorným a čestným, brzy si osvojil znalost svatého písma, byl učenlivým, nestál o žádné světské radosti, celý život věnoval službě Bohu a konání dobra. V legendě je popsán jako první opat Sázavského kláštera, původně kněz, a že později se coby poustevník stáhl do ústraní a žil v jeskyni nad řekou Sázavou, kde přibližně r. 1032 založil (spolu s knížetem Oldřichem a jeho synem Břetislavem) Sázavský klášter, který převzal řeholi otce západního mnišství sv. Benedikta. Klášter byl jedním z posledních míst v Čechách, kde se provozovala liturgie ve staroslověnštině a pěstovala staroslověnská vzdělanost obecně. Děj skladby končí líčením, jak Prokop po své smrti vyhnal z kláštera Němce. Co se týče schopností svatého Prokopa, je zde v roli až někoho nadpřirozeného (uzdravoval nemocné, měnil vodu na víno aj.). Skladba je protiněmecká, svým stylem připomíná Dalimilovu kroniku.

### Pláč svaté Marie[3]
Pláč svaté Marie rozvádí téměř samostatně motivy latinské básně Qui per viam pergitis, jež je u nás doložena počátkem 14. století v klášteře Svatojirském na Hradčanech. Svatá Maria truchlí pro svého syna Ježíše. Cítí, že byl ukřižován neprávem. Židům vytýká jejich závist a zlost, které jejího syna stály život. Klade řečnické otázky typu „Co jsem Vám udělala? Čím jsem se provinila, že jsem odsouzena k tomu být matkou, co přežila svého syna“. Dále jsou popsány charakteristické i povahové rysy Ježíšovy (např. že byl králem chudých, utěšitelem smutných). V tomto duchu se nese celá skladba. Je zde popsán i proces ukřižování (zavázání očí, nasazení trnové koruny, bičování, přikování na kříž…). Truchlící Matka se v průběhu děje dožaduje i ukřižování společně se svým synem, protože bez něho nemá proč žít. Maria se nadále obrací k synovci Janovi (bratranci Ježíšovu z matčiny strany), ve kterém Maria najde určitou náhradu za svého syna. Prosí jej, aby jí pomohl dostat se k Ježíšově mrtvému tělu; ráda by jeho tělo umyla a rozloučila se s ním. Když běduje nad synovou mrtvolou, opět podotýká, že by nejradši umřela místo něho. „Umřela bych ráda za tě, ne po jednú, ale stokrát a ktomu ještě tisúckrát.“ Jan pak Marii utěšuje a říká jí, ať zanechá pláče, protože její syn nezahyne a nezahynul, neboť „jest i Buoh i člověk a bude vždy na věčný věk“, a toto všechno jeho utrpení bylo nutné k tomu, aby byl do této role vzat. Svatý Jan prorokuje, že Ježíš třetího dne vstane z mrtvých a její smutek pomine. Je to konec konců syn Boží. Skladba je zakončena slovy Ježíše Krista vůči své matce ještě před tím, než zemřel. Již v těchto slovech mluvil o tom, že se vše musí udát tak, jak se událo, a žehná Janovi i své Matce, aby si navzájem byli rodinou.